# Ediciones de la Banda Oriental
Ediciones de la Banda Oriental es una empresa editorial uruguaya fundada en el año 1961. Es la empresa editorial vigente más antigua en el país y lleva más de tres mil títulos publicados; obras que recogen el pensamiento, sociedad y literatura del Uruguay. Organiza anualmente en Minas el concurso «Narradores de Banda Oriental» junto a la Fundación Lolita Rubial. Desde 1978 publica la colección mensual para suscriptores «Lectores de la Banda Oriental».

## Historia
Sus fundadores, vinculados a la Facultad de Arquitectura de la Universidad de la República, habían tenido una experiencia anterior editando la revista Tribuna Universitaria que editaba la FEUU.
La primera edición realizada por «Banda Oriental» fue el libro Uruguay: Realidad y Reforma Agraria, de Eliseo Salvador Porta, en septiembre de 1961. Luego de esta obra se publicaron otros libros con los cuales la editorial marcaba su perfil crítico respecto a las condiciones sociales y culturales de Uruguay y Latinoamérica. Entre estos se encontraron El Uruguay Batllista de Ricardo Martínez Ces, El viaje hacia el mar, de Juan José Morosoli, Mientras amanece, de Anderssen Banchero, Bases económicas de la Revolución Artiguista, de José Pedro Barrán y Benjamín Nahum.
Al finalizar la década, Banda Oriental ya había editado a autores como Líber Falco, Javier de Viana y Julio C. da Rosa, entre otros. Mientras que también tenía en su catálogo a Alberto Methol Ferré, Carlos Real de Azúa y Vivian Trías en el ensayo y Alfredo Castellanos, Juan A. Oddone y Washington Reyes Abadie con trabajos de investigación histórica. Dentro de estos últimos trabajos se destacó la importante obra de Barrán y Nahun, Historia Rural del Uruguay Moderno.
Desde 1970 hasta 1973, abundaron las ediciones sobre la actualidad del país y era común que grandes tirajes de libros y fascículos se agotaran. Este período fue catalogado por el director de Ediciones de la Banda Oriental Alcides Abella como una «edad de oro editorial». Con el advenimiento de la dictadura cívico-militar en junio de 1973 hubo un acentuado retroceso en la tarea de la editorial, la cual se vio sujeta a la censura del régimen, que incluso llegó a prohibir la edición del libro infantil de Juan José Morosoli Perico.